# Il boss delle torte - La sfida
Il boss delle torte - La sfida (titolo originale The Next Great Baker) è stato un reality statunitense, trasmesso sul canale TLC e in Italia su Real Time, che si basa sulla sfida tra pasticceri. Il presentatore dello show è Buddy Valastro, star del programma Il boss delle torte. I concorrenti devono mostrare le loro doti di pasticcieri e di decoratori. Ogni settimana un concorrente viene eliminato; l'ultimo dei quali riceverà una serie di premi, diversi a seconda della serie; altri premi vengono invece assegnati durante le varie sfide. Mentre negli Stati Uniti viene dato un titolo ad ogni puntata, in Italia ci si riferisce alla puntata con il suo numero in serie.

## Sfide
Ogni puntata si divide in tre fasi:
- La sfida del pasticciere: ogni concorrente deve realizzare una sfida che viene decisa da Buddy stesso. Le sfide variano di settimana in settimana e al termine il vincitore riceve un premio.
- Sfida ad eliminazione: i concorrenti, generalmente divisi in squadre, devono realizzare un progetto che viene loro dato da un cliente chiamato da Buddy.
- L'eliminazione: tutti i concorrenti vengono chiamati davanti ai giudici, che sono tre: Buddy, il cliente o i clienti, e un membro della Pasticceria da Carlo (nome originale Carlo's Bakery Shop). In questa fase le squadre vengono giudicate: le squadre migliori vengono salvate, mentre la peggiore vedrà un membro lasciare lo show. Il peggiore verrà fatto salire su di un furgone recante la scritta Not the Next Great Baker.

## Edizioni
| Stagione         | Episodi | Prima TV USA | Prima TV Italia |
| ---------------- | ------- | ------------ | --------------- |
| Prima edizione   | 8       | 2010-2011    | 2011            |
| Seconda edizione | 11      | 2011-2012    | 2012            |
| Terza edizione   | 12      | 2012-2013    | 2013            |
| Quarta edizione  | 10      | 2014         | 2014            |
| Sudamerica       | 7       | 2014         | 2015            |
| Brasile          | 11      | 2015         | 2016            |

### Prima edizione
La prima stagione de Il boss delle torte - La sfida è stata girata presso uno studio creato all'interno dello Hudson County Community College Culinary Arts Institute a Jersey City nel New Jersey. In America è stato trasmesso a partire dal 6 dicembre 2010 fino al 24 gennaio 2011. Dana Herbert, il vincitore della serie, ricevette come premio 50.000 dollari, una Chevrolet Cruze e un apprendistato presso la Pasticceria da Carlo a Hoboken, New Jersey. In seguito alla vittoria, Dana è apparso in alcuni episodi de Il Boss delle Torte, ma tornò a lavorare presso la sua pasticceria.

### Seconda edizione
La seconda stagione de Il boss delle torte - La sfida è stata girata presso la struttura della Pasticceria da Carlo di Lackawanna a Jersey City nel New Jersey. In America è stata trasmessa a partire dal 28 novembre 2011 fino al 30 gennaio 2012, in Italia il programma è stato trasmesso dal 6 aprile al 15 giugno 2012. Marissa Lopez, la vincitrice della serie, ricevette come premio 100.000 dollari, un articolo di quattro pagine su Brides magazine e un apprendistato presso la Pasticceria da Carlo.

### Terza edizione
La terza stagione de Il boss delle torte - La sfida è stata girata, come la stagione precedente presso la struttura della Pasticceria da Carlo di Lackawanna a Jersey City nel New Jersey. In America è stata trasmessa a partire dal 26 novembre 2012 fino all'11 febbraio 2013, in Italia il programma è stato trasmesso dal 12 luglio al 27 settembre 2013. Ashley Holt, la vincitrice della serie, ricevette come premio 100.000 dollari, un articolo sulla rivista Redbook e un apprendistato presso la Pasticceria da Carlo.

### Quarta edizione
La quarta stagione de Il boss delle torte - La sfida è stata trasmessa, negli Stati Uniti a partire dal 26 giugno al 19 agosto 2014; in Italia è stata trasmessa a partire dal 28 novembre 2014. Questa edizione ha visto dei cambiamenti nel format, il primo è la presenza di due giudici fissi: il chocolatier Jacques Torres e la proprietaria della famosa Magnolia Bakery Bobbie Lloyd. L'altro cambiamento consiste nel fatto che i concorrenti parteciperanno alla competizioni divisi in squadre di due. Al e Lia, la squadra vincente, ricevette un premio di 100.000 dollari e la possibilità di un apprendistato presso la sede della Pasticceria da Carlo presso The Venetian Resort Hotel Casino di Las Vegas.

### Quinta edizione - Sudamerica
La quinta stagione de Il boss delle torte - La sfida è stata trasmessa negli Stati Uniti nel 2015, mentre in Italia dal 10 luglio 2015. Questa edizione ha visto un cambiamento fondamentale: non è infatti ambientata e girata negli Stati Uniti, bensì in Sudamerica. La squadra vincente riceverà un premio.